# Sông Yarra

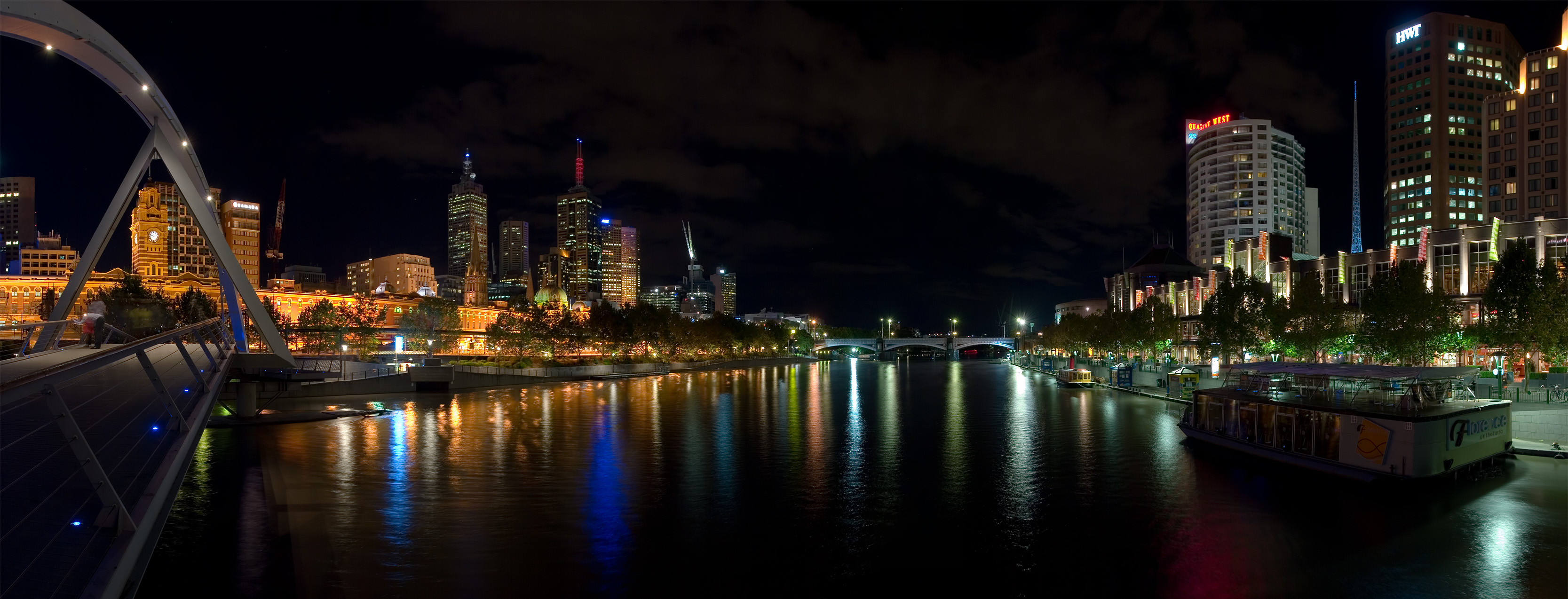
Ảnh chụp toàn cảnh ban đêm của sông Yarra

Sông Yarra, hoặc gọi theo tên cũ là sông Yarra Yarra, (ngôn ngữ Kulin: Berrern, Birr-arrung, Bay-ray-rung, Birarang, Birrarung, và Wongete) là một con sông chảy quanh năm, chảy qua miền trung và nam của bang Victoria, Australia.
Vùng hạ lưu của sông Yarra là nơi đặt thủ phủ của bang Victoria (thành phố Melbourne) từ năm 1835, và ngày nay vùng đô thị Greater Melbourne đã phát triển và ảnh hưởng đến cảnh quan khu vực hạ lưu này. Bắt nguồn từ rặng núi Yarra, con sông chảy 242 kilômét (150 mi) về phía tây tới thung lũng Yarra, nơi nó tự do mở rộng khắp vùng bằng phẳng của Greater Melbourne trước khi đổ vào vịnh Hobsons ở cực bắc của vịnh Port Phillip.
Con sông luôn là nguồn thực phẩm chính và nơi gặp gỡ của các thổ dân châu Úc trong hàng nghìn năm. Ngay sau khi những người định cư châu Âu tới, việc khai khẩn đất đai đã buộc bộ lạc Wurundjeri di cư tới những vùng đất lân cận và ra xa khỏi con sông. Người Wurundjeri ban đầu gọi con sông là Birrarung, còn tên hiện nay là dịch sai từ một từ Wurundjeri khác trong tiếng Boonwurrung, đó là từ Yarro-yarro, nghĩa là "chảy mãi".
Dòng sông được những người định cư châu Âu đầu tiên sử dụng chủ yếu để làm nông nghiệp. Cảnh quan con sông đã thay đổi rõ rệt kể từ năm 1835. Dòng chảy ngày càng bị gián đoạn và con sông mở rộng ở nhiều nơi. Công trình giao thông vượt sông Yarra đầu tiên được xây dựng ở vị trí của cầu Princes ngày nay (cây cầu đầu tiên được xây năm 1844, cầu thứ hai năm 1850 và cầu hiện tại xây năm 1888). Khởi đầu với cơn sốt vàng Victoria, con sông bị khai thác mạnh, tạo ra cống Pound Bend ở Warrandyte, và các cống Bán đảo Lớn và Bán đảo Nhỏ phía trên Warburton. Nhờ việc mở rộng lòng sông và xây đập, ví dụ như hồ chứa Thượng Yarra đã giúp bảo vệ Melbourne khỏi những trận lụt lớn. Việc khai thác gỗ cũng tác động đến việc chứa nước ở thượng lưu. Quá trình công nghiệp hóa cuối cùng đã hủy hoại các vùng đầm lầy ở hợp lưu của sông Yarra và sông Maribyrnong trong khu vực xung quanh đảo Coode, Tây Melbourne.
Ngày nay ở cửa sông Yarra có bến cảng Swanson và Appleton được dùng để tiếp nhận tàu container vào cảng Melbourne, cảng bận rộn nhất châu Úc. Tàu thuyền cỡ lớn không thể đi qua khúc sông đoạn chảy qua thành phố, trong khi có ngày càng nhiều các phương tiện thủy sử dụng cho mục đích giao thông hoặc giải trí (bao gồm kayaking, canoeing, chèo thuyền và bơi lội). Tuy nhiên ngày nay, việc sử dụng con sông cho mục đích giải trí đang bị đe dọa bởi mức độ ô nhiễm cao ở vùng hạ lưu con sông. Vùng thượng lưu còn tương đối trong lành.
Lễ hội Moomba được tổ chức hàng năm để tôn vinh tầm quan trọng của sông Yarra với văn hóa của Melbourne.

## Lịch sử

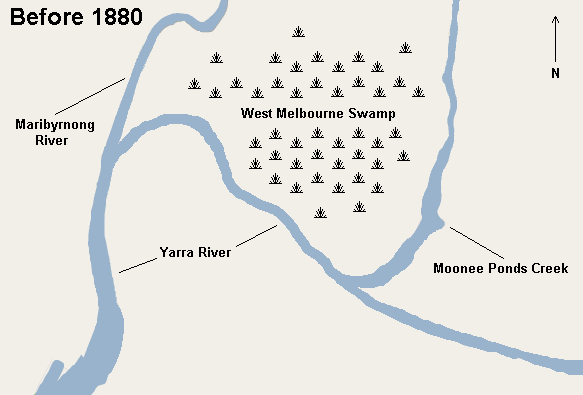
The confluence of the Yarra and Maribyrnong rivers before 1880.

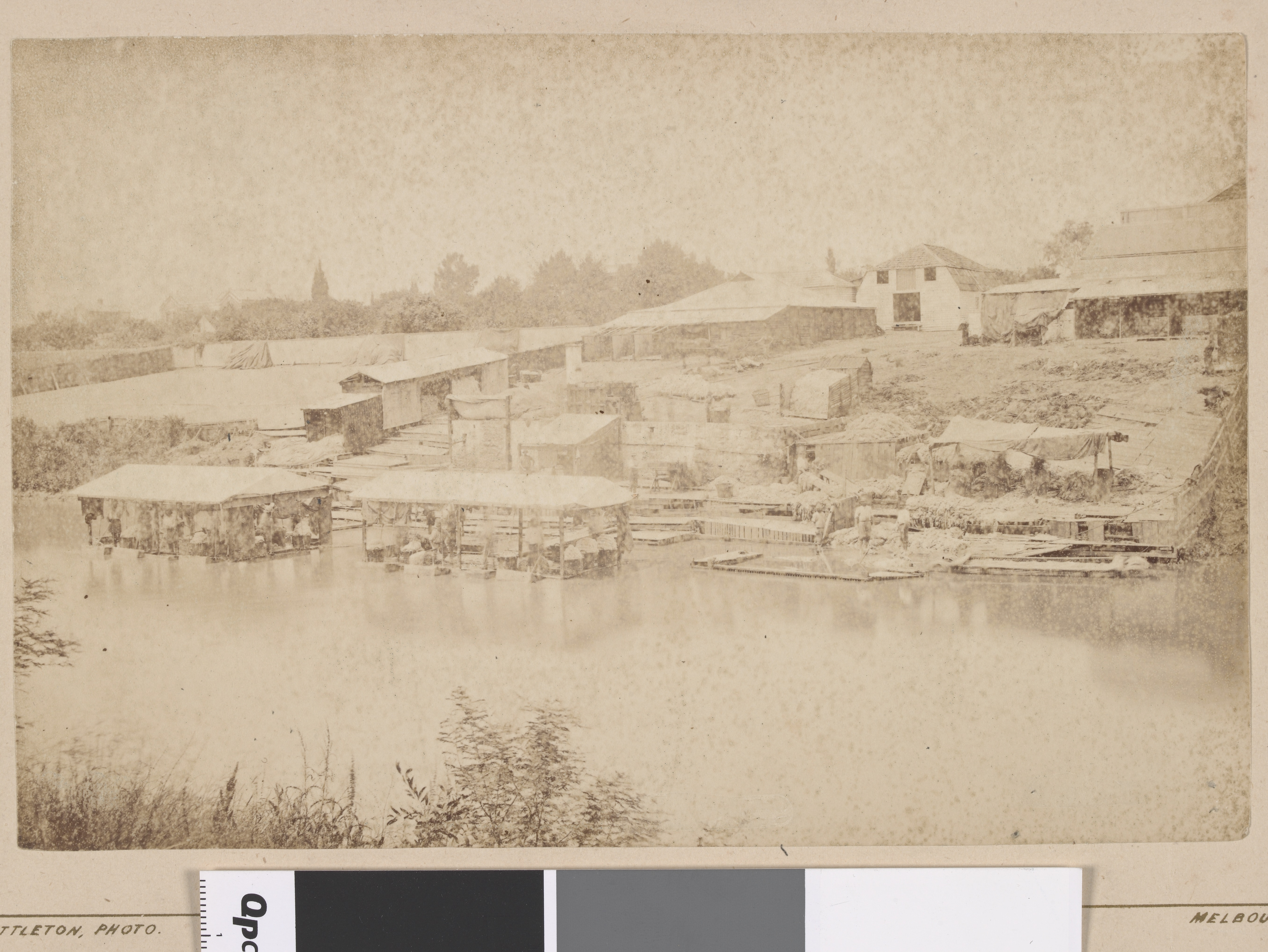
Photograph of wool washing sheds in and on banks of Yarra River in late 19th century

Khu vực bao quanh sông Yarra có những người định cư đầu tiên là người Boonwurrung và người Wurundjeri của đất nước Kulin. Khu vực này đã bị xâm chiếm bởi nhiều bộ lạc người bản địa khác nhau trong ít nhất 30.000 năm. Con sông, được người Wurundjeri gọi là Birrarung, từng là tài nguyên quan trọng cho người Wurundjeri; một số địa điểm dọc theo sông và các nhánh của nó là nơi tổ chức các buổi gặp mặt quan trọng giữa các cộng đồng thổ dân, được gọi là corroboree. Nguồn tài nguyên đến từ dòng sông đã được người Wurundjeri sử dụng bền vững cho đến khi những kẻ thực dân châu Âu tới vào đầu và giữa thế kỷ 19.

### Người châu Âu khám phá và thuộc địa hóa

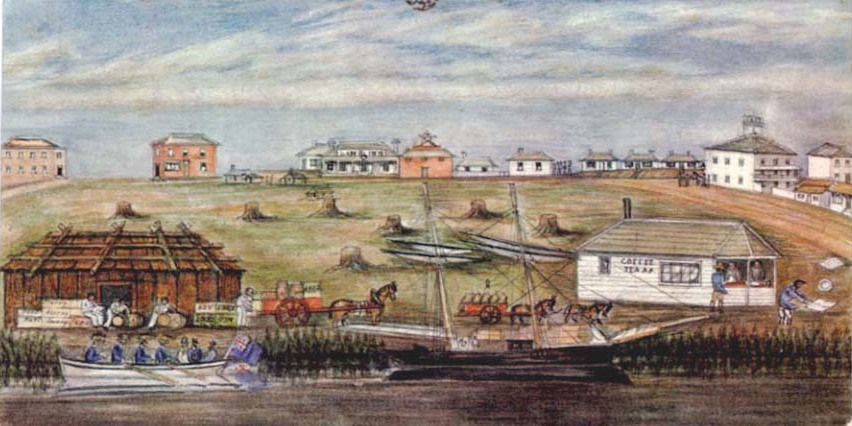
Melbourne Landing, 1840; watercolour by W. Liardet (1840)

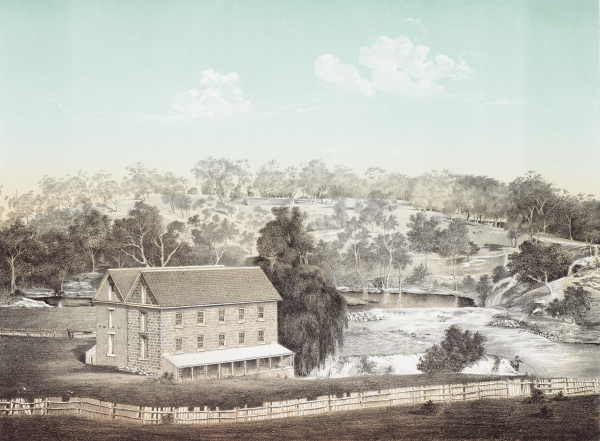
Dights Mill Abbostford (built 1839) pictured in 1863

Những người châu Âu đầu tiên đi thuyền ngược dòng sông là một nhóm khảo sát do Charles Grimes, quyền Giám sát trưởng (Surveyor General) của New South Wales, dẫn đầu, vào năm 1803, họ đã chèo thuyền ngược dòng đến thác Dights, nơi họ không thể tiếp tục được nữa do địa hình. Trong 30 năm tiếp theo, các nhà thám hiểm châu Âu đã không đặt chân tới con sông, cho đến năm 1835, khu vực hiện là trung tâm và phía bắc Melbourne được khám phá bởi John Batman, một thành viên hàng đầu của Hiệp hội Port Phillip, người đã thương lượng mua bán 600.000 mẫu Anh (2.400 km2 ) đất của tám trưởng lão Wurundjeri. Anh ta chọn một địa điểm ở bờ bắc sông Yarra, tuyên bố rằng "đây sẽ là nơi dựng lên một ngôi làng". Tài liệu về việc này, thường được gọi là Hiệp ước của Batman, đã bị Thống đốc bang New South Wales Richard Bourke tuyên bố vô hiệu.